# St Georgen (Schwarzw) (stacja kolejowa)
Sankt Georgen (Schwarzwald) – stacja kolejowa w St. Georgen im Schwarzwald, w kraju związkowym Badenia-Wirtembergia, w Niemczech. Znajdują się tu 2 perony.